# Porismus strigatus
Porismus strigatus är en insektsart som först beskrevs av Hermann Burmeister 1839.  Porismus strigatus ingår i släktet Porismus och familjen vattenrovsländor. Inga underarter finns listade i Catalogue of Life.

## Bildgalleri

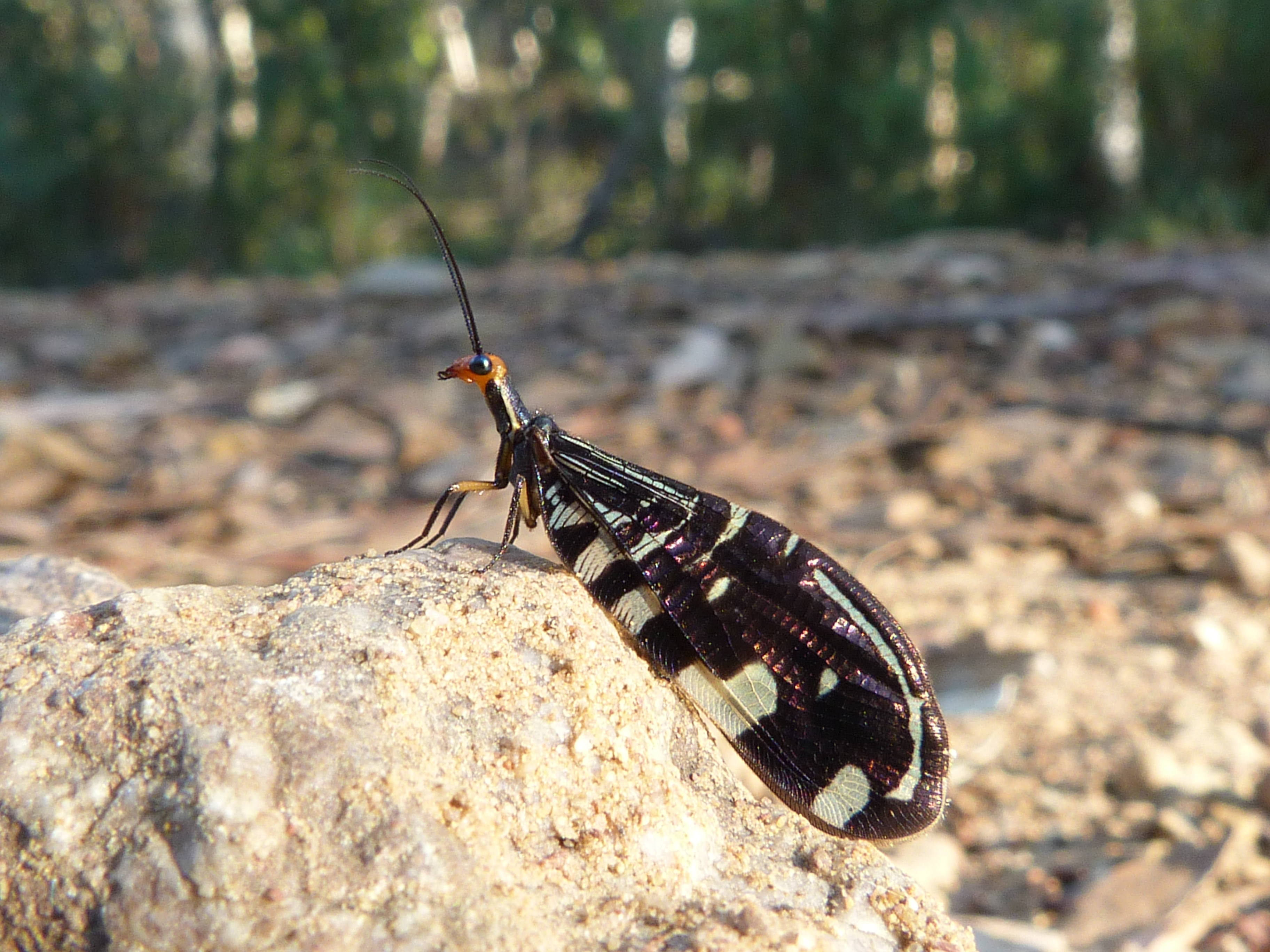